# رابطه ژنتیکی (زبان‌شناسی)
اصطلاح رابطه ژنتیکی در زبان‌شناسی (با ژنتیک در زیست‌شناسی اشتباه نشود)، رابطه‌ای است که اغلب در میان زبان‌هایی از خانواده زبانی یکسان وجود دارد. زبان‌هایی که با هم رابطهٔ ژنتیکی دارند، در اصل از یک زبان اجدادی واحد منشأ گرفته‌اند و در همین راستا تشابهاتی با یکدیگر دارند؛ مانند معانی واژه‌ها، دستور زبان و غیره. زبان‌شناسان زبان‌هایی را که با یکدیگر رابطهٔ ژنتیکی دارند، از طریق روش مقایسه‌ای تعیین می‌کنند. برای مثال، تمام اعضای خانوادهٔ زبانی هندواروپایی با هم رابطهٔ ژنتیکی دارند؛ در نتیجه برای مثال زبان‌های پارسی، انگلیسی، آلمانی، هندی که همگی از زبان‌های هندواروپایی هستند، با یکدیگر رابطهٔ ژنتیکی دارند. اگرچه گاه ممکن است زبان‌ها بر روی یکدیگر تأثیر بگذارند، برای مثال واژه‌هایی که از یک زبان در زبان دیگری قرض گرفته می‌شوند؛ مانند تأثیرات زبان پارسی بر عربی یا برعکس یا تأثیرات زبان چینی بر ژاپنی اما این تأثیرات و واژه‌های مشترک دلیل بر وجود رابطهٔ ژنتیکی میان این زبان‌ها نمی‌تواند باشد.